# 오노고로섬
오노고로섬(일본어: オノゴロ島 오노고로지마[*])는 기기신화에 등장하는 섬이다. 이자나기노 미코토와 이자나미노 미코토의 국생신화에서 두 신들이 만들어낸 최초의 섬이다. 『고사기』에서는 어능기려도(淤能碁呂島), 『일본서기』에서는 은어려도(磤馭慮島)라고 표기한다.  자응도(自凝島)라고도 표기하는데, 저절로(自, おの) 뭉쳐서(凝, こり) 생겨난 섬이라는 뜻이다.
이자나기와 나자나미가 아메노 우키하시(天浮橋, 하늘과 땅을 잇는 다리) 위에 서서 아메노 누보코(天沼矛, 하늘의 모)로 아직 아무 것도 없는 해원(海原)을 휘저었다가 모를 들어올리니, 모끝에서 방울져 떨어진 짠물이 쌓여 오노고로섬이 되었다. 오노고로섬에 내려온 두 신은 아메노 미하시라(天の御柱, 하늘의 기둥)와 야히로도노(八尋殿, 드넓은 전당)를 바라보았다가, 이자나기가 하늘기둥을 왼쪽으로 돌고 이자나미의 매력을 칭찬하여 이 섬에서 둘이 결혼했다.